# Andreï Vassilevski
Ne doit pas être confondu avec Alexandre Vassilievski, Andrei Vasilevski (tennis), (2014) Vasilevskis ou Vadims Vasiļevskis.
Andreï Andreïevitch Vassilevski — en russe : Андрей Андреевич Василевский et en anglais : Andrei Vasilevskiy — (né le 25 juillet 1994 à Tioumen en Russie) est un joueur russe de hockey sur glace. Il évolue au poste de gardien de but.

## Biographie

### Carrière en club
En 2010, il débute dans la MHL avec les Tolpar, l'équipe junior du Salavat Ioulaïev Oufa. Son frère Alekseï, d'un an son aîné, joue également dans l'équipe. Lors du repêchage d'entrée dans la KHL 2011, il est sélectionné en première ronde, en 7e position par le Salavat qui conserve ainsi ses droits sur le joueur. Il est choisi au premier tour, en 19e position par le Lightning de Tampa Bay lors du repêchage d'entrée dans la LNH 2012. Le Lightning ayant également choisi en dixième position le défenseur Slater Koekkoek. Le 23 novembre 2012, il monte pour la première fois sur la glace lors d'un match de KHL avec le Salvat Ioulaïev face au Donbass Donetsk. Il est titularisé pour la première fois le 8 janvier 2013 et réalise un blanchissage face au OHK Dinamo. En mai 2014, il signe un contrat avec le Lightning de Tampa Bay pour une durée de trois saisons. Il part en Amérique du Nord et est assigné au Crunch de Syracuse, club-école du Lightning dans la Ligue américaine de hockey. Le 16 décembre 2014, il joue son premier match dans la Ligue nationale de hockey avec les Bolts lors d'une victoire 3-1 face aux Flyers de Philadelphie.
Il remporte la coupe Stanley en 2020 avec Tampa Bay. Il s'offre un blanchissage lors du sixième match décisif de la finale face aux Stars de Dallas.
Lors des séries éliminatoires en 2021, le Lightning remporte une deuxième coupe Stanley consécutive et Vassilevski réalise cinq blanchissages. Il blanchit tour à tour lors du match décisif de la série les Panthers de la Floride, les Hurricanes de la Caroline, les Islanders de New York et lors du cinquième match de la finale les Canadiens de Montréal. Il reçoit alors le trophée Conn-Smythe. 

### Carrière internationale
Il représente la Russie En équipe nationale. En sélections jeunes, il participe aux championnats du monde moins de 18 ans 2010 puis 2011. Andreï et son frère Alekseï sont tous les deux membres de l'équipe qui décroche le bronze en 2011. Andreï est médaillé d'argent au championnat du monde junior 2012 et de bronze en 2013.
En 2014, Vassilevski participe au championnat du monde 2014. Pour son premier match, il remporte la victoire en arrêtant 39 des 40 tirs des États-Unis et gagne le titre de joueur du match.

## Statistiques

### En club
| Saison     | Équipe                 | Ligue      |     | Saison régulière | Saison régulière | Saison régulière | Saison régulière | Saison régulière | Saison régulière | Saison régulière | Saison régulière | Saison régulière | Saison régulière |    | Séries éliminatoires | Séries éliminatoires | Séries éliminatoires | Séries éliminatoires | Séries éliminatoires | Séries éliminatoires | Séries éliminatoires | Séries éliminatoires | Séries éliminatoires |
| Saison     | Équipe                 | Ligue      | PJ  | V                | D                | Pr/N             | Min              | BC               | Moy              | % Arr            | Bl               | Pun              | PJ               | V  | D                    | Min                  | BC                   | Moy                  | % Arr                | Bl                   | Pun                  |                      |                      |
| 2010-2011  | Tolpar Oufa            | MHL        | 14  | 8                | 2                | 4                | 730              | 22               | 1,81             | 93,7             | 3                |                  | 2                | 1  | 1                    | 87                   | 3                    | 2,05                 | 93,6                 | 0                    |                      |                      |                      |
| 2011-2012  | Tolpar Oufa            | MHL        | 27  | 15               | 8                | 3                | 1 477            | 55               | 2,23             | 93,1             | 0                |                  | 2                | 0  | 2                    | 120                  | 5                    | 2,5                  | 93,1                 | 0                    |                      |                      |                      |
| 2012-2013  | Tolpar Oufa            | MHL        | 27  | 17               | 6                | 4                | 1 613            | 52               | 1,93             | 93               | 3                |                  | 3                | 0  | 2                    | 189                  | 9                    | 2,85                 | 89,7                 | 0                    |                      |                      |                      |
| 2012-2013  | Salavat Ioulaïev Oufa  | KHL        | 8   | 4                | 1                | 0                | 298              | 11               | 2,22             | 92,4             | 1                | 0                | -                | -  | -                    | -                    | -                    | -                    | -                    | -                    | -                    |                      |                      |
| 2013-2014  | Salavat Ioulaïev Oufa  | KHL        | 28  | 14               | 8                | 5                | 1 601            | 59               | 2,21             | 92,3             | 3                | 2                | 18               | 9  | 9                    | 1 144                | 38                   | 1,99                 | 93,4                 | 1                    | 0                    |                      |                      |
| 2014-2015  | Crunch de Syracuse     | LAH        | 25  | 14               | 6                | 5                | 1 469            | 60               | 2,45             | 91,7             | 2                | 0                | -                | -  | -                    | -                    | -                    | -                    | -                    | -                    | -                    |                      |                      |
| 2014-2015  | Lightning de Tampa Bay | LNH        | 16  | 7                | 5                | 1                | 864              | 34               | 2,36             | 91,8             | 1                | 0                | 4                | 1  | 1                    | 113                  | 6                    | 3,19                 | 89,5                 | 0                    | 0                    |                      |                      |
| 2015-2016  | Crunch de Syracuse     | LAH        | 12  | 7                | 4                | 0                | 711              | 23               | 1,94             | 93,5             | 1                | 0                | -                | -  | -                    | -                    | -                    | -                    | -                    | -                    | -                    |                      |                      |
| 2015-2016  | Lightning de Tampa Bay | LNH        | 24  | 11               | 10               | 0                | 1 259            | 58               | 2,76             | 91               | 1                | 0                | 8                | 3  | 4                    | 434                  | 20                   | 2,76                 | 92,5                 | 0                    | 0                    |                      |                      |
| 2016-2017  | Lightning de Tampa Bay | LNH        | 50  | 23               | 17               | 7                | 2 832            | 123              | 2,61             | 91,7             | 2                | 2                | -                | -  | -                    | -                    | -                    | -                    | -                    | -                    | -                    |                      |                      |
| 2017-2018  | Lightning de Tampa Bay | LNH        | 65  | 44               | 17               | 3                | 3 826            | 167              | 2,62             | 92               | 8                | 14               | 17               | 11 | 6                    | 999                  | 43                   | 2,58                 | 91,8                 | 0                    | 2                    |                      |                      |
| 2018-2019  | Lightning de Tampa Bay | LNH        | 53  | 39               | 10               | 4                | 3 204            | 128              | 2,4              | 92,5             | 6                | 6                | 4                | 0  | 4                    | 236                  | 15                   | 3,83                 | 85,6                 | 0                    | 0                    |                      |                      |
| 2019-2020  | Lightning de Tampa Bay | LNH        | 52  | 35               | 14               | 3                | 3 122            | 133              | 2,56             | 91,7             | 3                | 4                | 25               | 18 | 7                    | 1 708                | 54                   | 1,9                  | 92,7                 | 1                    | 2                    |                      |                      |
| 2020-2021  | Lightning de Tampa Bay | LNH        | 42  | 31               | 10               | 1                | 2 524            | 93               | 2,21             | 92,5             | 5                | 0                | 23               | 16 | 7                    | 1 390                | 44                   | 1,9                  | 93,7                 | 5                    | 0                    |                      |                      |
| 2021-2022  | Lightning de Tampa Bay | LNH        | 63  | 39               | 18               | 5                | 3761             | 156              | 2,49             | 91,6             | 2                | 6                | 23               | 14 | 7                    | 1403                 | 59                   | 2,52                 | 92,2                 | 1                    | 0                    |                      |                      |
| 2022-2023  | Lightning de Tampa Bay | LNH        | 60  | 34               | 22               | 4                |                  |                  | 2,65             | 91,5             | 4                |                  | 6                | 2  | 4                    |                      |                      | 3,56                 | 87,5                 | 0                    |                      |                      |                      |
| Totaux LNH | Totaux LNH             | Totaux LNH | 365 | 229              | 101              | 24               | 21 390           | 795              | 2,51             | 92               | 28               | 32               | 104              | 63 | 36                   | 6 283                | 241                  | 2,24                 | 92,4                 | 7                    | 4                    |                      |                      |

### En équipe nationale
| Année | Équipe          | Compétition                 |   | PJ | V | D   | Min | BC   | Moy  | % Arr | Bl | Pun                |  | Résultat |
| 2010  | Russie - 18 ans | Championnat du monde U18    | 5 |    |   |     |     | 2,65 | 89,7 |       |    | 4e place           |  |          |
| 2011  | Russie - 18 ans | Championnat du monde U18    | 6 |    |   |     |     | 2,62 | 93,6 |       |    | Médaille de bronze |  |          |
| 2012  | Russie - 18 ans | Championnat du monde U18    | 5 | 2  | 3 | 299 | 11  | 2,20 | 92,2 | 1     | 0  | 5e place           |  |          |
| 2012  | Russie - 20 ans | Championnat du monde junior | 5 | 4  | 1 | 299 | 10  | 2,01 | 95,3 | 2     | 2  | Médaille d'argent  |  |          |
| 2013  | Russie - 20 ans | Championnat du monde junior | 4 | 2  | 1 | 265 | 8   | 1,81 | 95   | 1     | 0  | Médaille de bronze |  |          |
| 2014  | Russie - 20 ans | Championnat du monde junior | 6 | 4  | 2 | 328 | 10  | 1,83 | 93,3 | 0     | 0  | Médaille de bronze |  |          |
| 2014  | Russie          | Championnat du monde        | 2 | 2  | 0 | 120 | 1   | 0,50 | 93,3 | 1     | 0  | Médaille d'or      |  |          |
| 2017  | Russie          | Championnat du monde        | 9 | 7  | 2 | 522 | 17  | 1,72 | 93,6 | 3     | 0  | Médaille de bronze |  |          |
| 2019  | Russie          | Championnat du monde        | 8 | 6  | 1 | 488 | 13  | 1,60 | 94,6 | 2     | 0  | Médaille de bronze |  |          |

## Trophées et honneurs personnels

### Championnat du monde junior
- 2011 : meilleur pourcentage d'arrêts

### Ligue continentale de hockey
- 2013-2014 : remporte le trophée Alekseï Tcherepanov de la meilleure recrue

### Championnat du monde
- 2017 : nommé meilleur gardien
- 2017 : nommé dans l'équipe type des médias
- 2019 : nommé meilleur gardien
- 2019 : nommé dans l'équipe type des médias
- 2019 : meilleur pourcentage d'arrêts

### Ligue nationale de hockey
- 2017-2018 : participe au 63e match des étoiles (1)
- 2018-2019 : 
  - participe au 64e match des étoiles (2)
  - nommé dans la première équipe d'étoiles (1)
  - remporte le trophée Vézina
- 2019-2020 : 
  - participe au 65e match des étoiles (3)
  - remporte la coupe Stanley (1)
- 2020-2021 : 
  - nommé dans la première équipe d'étoiles (2)
  - remporte le trophée Conn-Smythe
  - remporte la coupe Stanley (2)
- 2021-2022 : participe au 66e match des étoiles (4)
- 2022-2023 : participe au 67e Match des étoiles (5)